# دانيال بيرنبوم
دانيال بيرنبوم (بالسويدية: Daniel Birnbaum)‏ هو مؤرخ الفن سويدي، ولد في 10 يوليو 1963 في ستوكهولم في السويد.